# Nghịch lý của sự bao dung

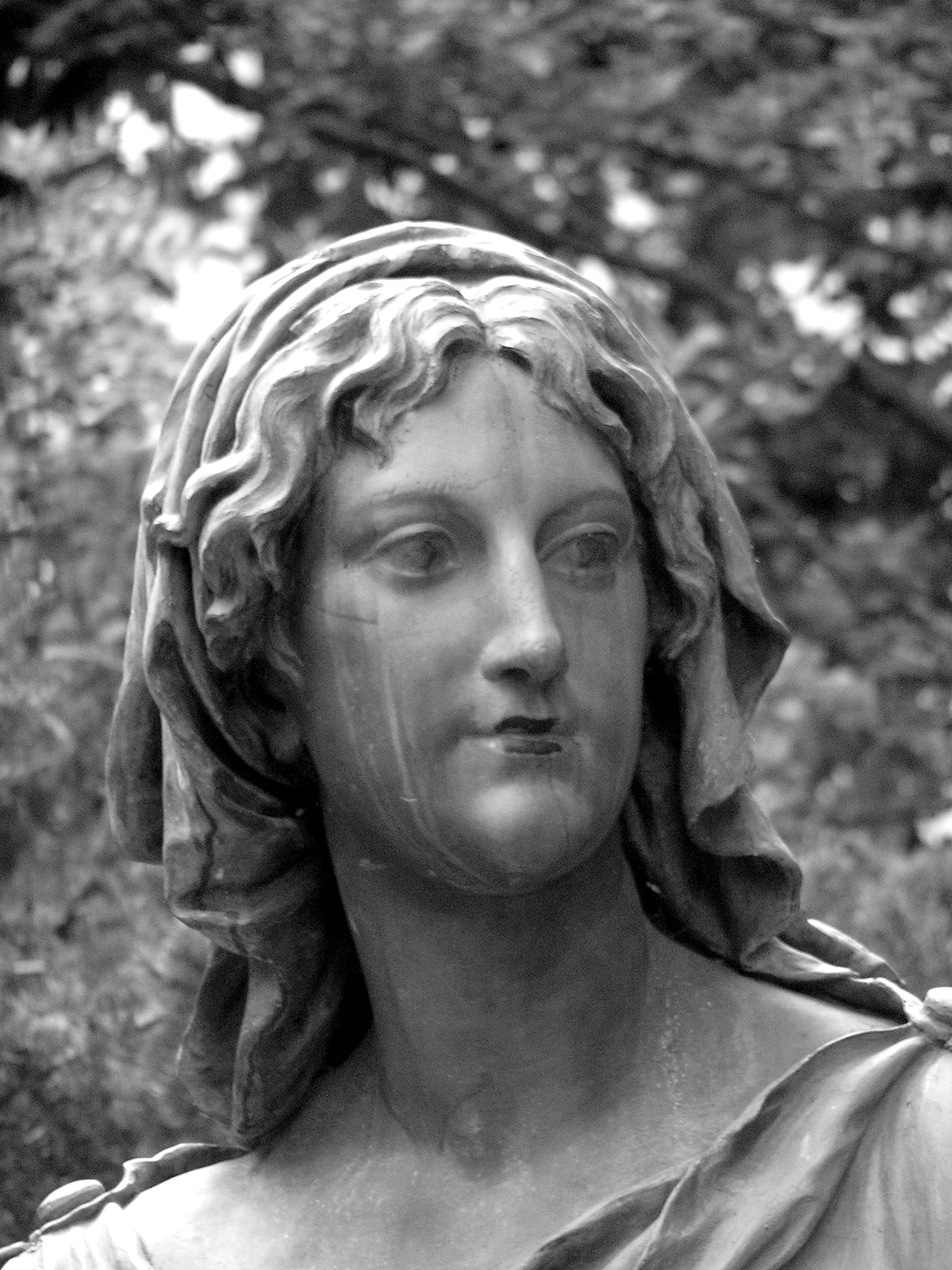
"Nhân cách hóa sự bao dung", một bức tượng được trưng bày ở Lužánky. Phần của khu trưng bày lớn hơn tôn vinh Joseph II đã bị những người theo chủ nghĩa dân tộc Séc tháo dỡ sau độc lập của họ, vì nó được coi là biểu tượng của nền văn hóa Đức.

Nghịch lý về sự bao dung nhận định rằng nếu sự thực hành bao dung của một xã hội dành cho cả những người không có tính bao dung, thì sự không bao dung cuối cùng sẽ chiếm ưu thế, loại bỏ những người bao dung và sự thực hành bao dung. Karl Popper mô tả nghịch lý này nảy sinh từ ý tưởng tự mâu thuẫn rằng, để duy trì một xã hội bao dung, xã hội đó phải giữ quyền không dung thứ đối với sự không bao dung.

## Giải pháp đề xuất
Triết gia Rainer Forst giải quyết mâu thuẫn về mặt triết học bằng cách chỉ ra lòng bao dung như một chuẩn mực xã hội và phân biệt giữa hai khái niệm "không bao dung": sự phủ nhận lòng bao dung như một chuẩn mực xã hội và sự bác bỏ sự phủ nhận này.
Các giải pháp khác cho nghịch lý của sự không bao dung trình bày nó theo những thuật ngữ thực tế hơn, trong đó có giải pháp được các triết gia như Karl Popper ưa chuộng. Popper nhấn mạnh tầm quan trọng của lập luận lý trí, thu hút sự chú ý đến thực tế rằng nhiều triết lý ủng hộ sự không bao dung đã bác bỏ lập luận lý trí và do đó ngăn cản những lời kêu gọi bao dung được đón nhận một cách bình đẳng.

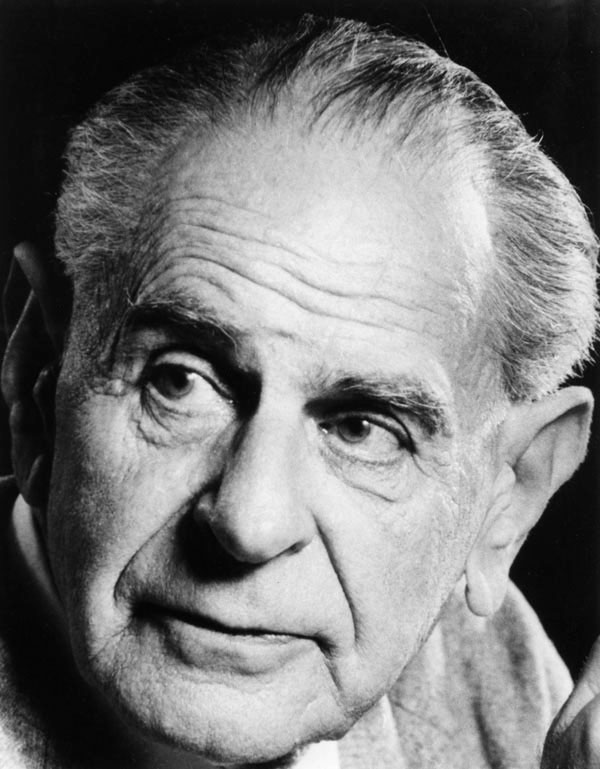
Karl Popper viết về sự dung thứ đối với sự không bao dung trong Tập 1 của The Open Society and Its Enemies (Xã hội mở và những kẻ thù của nó), xuất bản năm 1945.

Popper cũng thu hút sự chú ý đến thực tế là sự không bao dung thường được thiết lập thông qua việc sử dụng bạo lực, dựa trên quan điểm được các triết gia như John Rawls nhắc lại. Trong A Theory of Justice (Lý thuyết công lý), Rawls khẳng định rằng một xã hội phải dung thứ cho những người không có tính bao dung để trở thành một xã hội công bằng, nhưng điều kiện hóa khẳng định này bằng cách tuyên bố rằng trong các trường hợp đặc biệt, có thể yêu cầu xã hội thực hiện quyền tự bảo vệ trước những hành vi không có tính bao dung, làm đe dọa sự tự do và an toàn của người bao dung. Những công thức như vậy chỉ ra mâu thuẫn đạo đức cố hữu nảy sinh từ giả định cho rằng, đức tính đạo đức của sự khoan dung xung đột với việc dung thứ những sai trái đạo đức, đây là điều có thể được giải quyết bằng cách đặt nền tảng cho sự bao dung trong giới hạn được xác định bởi một trật tự đạo đức cao hơn.